# ۱۰۰ گکز
۱۰۰ گکز (به انگلیسی: 100 gecs) (‎/ˈwʌn ˈhʌndrəd ˈɡɛks/‎) یک گروهٔ موزیکال دونفرهٔ آمریکایی می‌باشد که در سال ۲۰۱۵ توسط دیلن بردی و لورا لس به‌وجود آمد.